# Tricalysia humbertii
Tricalysia humbertii är en måreväxtart som beskrevs av Ranariv. och De Block. Tricalysia humbertii ingår i släktet Tricalysia och familjen måreväxter. Inga underarter finns listade i Catalogue of Life.